# 驱逐舰杀毒软件
Virus驅逐艦（Virus Chaser）是韓國开发的電腦防護軟件，包括電腦病毒、間諜軟件、木馬即時監控、廣告軟件及電子郵件監控等等。
合適作業系統：Microsoft Windows